# Le Château des Carpathes
Le Château des Carpathes est un roman gothique de Jules Verne, publié en 1892.
Ce roman paraît 42 ans après L’Étranger des Carpathes de Karl Adolf von Wachsmann (1844) et 5 ans avant le Dracula de Bram Stoker (1897), œuvres qui présentent des scénarios et une ambiance analogues : personnage maudit, villageois effrayés, lieux d’action exotiques et inquiétants.
L’action du Château des Carpathes se déroule en partie en Transylvanie ; cette région étant à l’époque une possession austro-hongroise, les noms de lieux et de personnes sont allemands et hongrois dans ce roman. Comme toujours chez Jules Verne, la science et la technologie jouent ici un rôle non négligeable.

## Historique
Le roman est achevé dès 1889. Il est d'abord publié sous forme de feuilleton, du 1er janvier au 15 décembre 1892, dans le Magasin d'éducation et de récréation, avant d'être repris en volume la même année chez Hetzel.

## Résumé

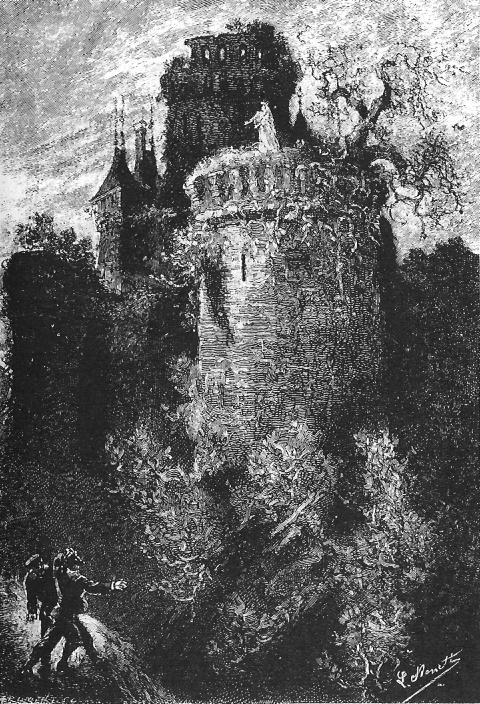
Une illustration de l'ouvrage.

Dans le village de Werst, Frick, un berger, remarque un jour qu'une fumée semble sortir du château en ruine de Rodolphe de Gortz : l'édifice serait donc à nouveau habité. Cette nouvelle terrifie les villageois, persuadés que le château est hanté et que ce sont des fantômes qui sont venus l'occuper. Le jeune forestier Nick Deck et le médecin du village, qui l'accompagne, décident d'aller au château mais sont victimes de surprenants phénomènes. C'est à ce moment-là qu'arrive au village le jeune comte Franz de Télek. Il apprend la situation du château et est frappé par le nom de son propriétaire.
Le narrateur revient quelques années en arrière pour raconter l'histoire d'une cantatrice italienne, la Stilla. À chaque représentation, la jeune femme, fiancée au jeune comte Franz de Télek, sent peser sur elle un regard terrifiant ; il s’agit du baron Rodolphe de Gortz, follement épris d'elle. Or, le jour où elle doit se marier, elle meurt en scène, comme transpercée par ce regard. Les deux rivaux en conçoivent une haine réciproque, chacun tenant l'autre pour responsable du décès de la Stilla, Rodolphe de Gortz allant jusqu'à écrire au comte pour le maudire. Depuis, Franz de Télek voyage pour oublier sa douleur, ce qui l'a amené au village de Werst, où se trouve le château de son ennemi maudit.
Il décide d'explorer le château. Ayant réussi à y pénétrer, Franz entend et voit la Stilla chanter. Il est fait prisonnier par Rodolphe de Gortz mais réussit à s'échapper et retrouve son rival en compagnie, croit-il, de la Stilla. Mais lorsqu'il se précipite vers elle, Rodolphe de Gortz la poignarde et la cantatrice vole en éclats. Orfanik, un savant complice du baron,  fait exploser le château et son maître aussi. En fouillant dans les décombres, on retrouve Franz de Télek rendu fou par l'explosion.
L'épilogue de l'histoire élucide le mystère : Orfanik, l'inventeur maudit et excentrique de Rodolphe de Gortz, dont le nom signifie « orphelin » (orfan) en roumain, avait mis au point un système qui permettait à Rodolphe de Gortz de projeter sur un miroir un portrait en pied de la Stilla tout en diffusant sa voix qu'il avait enregistrée sur des rouleaux à l'occasion des dernières représentations de la chanteuse.

## Portrait de Franz de Télek
Âgé d'une trentaine d'années, portant un nom germano-hongrois, mais décrit comme roumain, le comte Franz de Télek habite au château de Krajowa (orthographe allemande de la ville de Craiova, qui se trouve en Valachie). Sa taille est élevée, sa figure est noble, ses yeux sont noirs, ses cheveux châtain foncé. Il a une barbe brune élégamment taillée. Cet homme courageux a été élevé par un vieux prêtre italien. Le décès de sa femme et les souvenirs de sa famille également décédée lui ont provoqué des troubles mentaux. 
Franz a visité l'Europe et en particulier l'Italie. Il a un esprit très rationnel avec un faible pour les beaux-arts, la peinture et surtout la musique. Il a soif de vengeance envers le comte Rodolphe de Gortz, auquel il reproche la mort de la Stilla.

## Personnages
- La Stilla, cantatrice italienne, 25 ans.
- Rodolphe de Gortz, baron, propriétaire du burg, mélomane, de 50 à 55 ans.
- Franz de Télek, comte, 32 ans.
- Orfanik, savant au service de Rodolphe de Gortz.
- Rotzko, soldat, dernier compagnon de Franz de Télek, 40 ans.
- Nick Deck, forestier, fiancé de Miriota Koltz, 25 ans.
- Miriota Koltz, fille de Maître Koltz, 20 ans.
- Maître Koltz, biró (juge et maire de Werst), de 55 à 60 ans.
- Jonas, aubergiste juif, tenant le « Roi Mathias », 60 ans.
- Patak, médecin de Werst (en fait ancien infirmier), 45 ans.
- Hermod, magister (maître d'école), 55 ans.
- Frik, pastour (berger), 65 ans.
- Le colporteur, juif polonais.

## Commentaires
Des critiques ont abondamment commenté le dispositif utilisé par Rodolphe de Gortz, parlant d'« annonce d'une sorte de télévision ou de cinéma en relief » ou de « préfiguration, assez fruste il est vrai, des hologrammes ».
L'auteur donne une description assez précise des dispositifs. Le son est enregistré avec des appareils phonographiques, existants à l'époque :
« Ce fut alors que Orfanik lui proposa de recueillir, au moyen d'appareils phonographiques, les principaux morceaux de son répertoire que la cantatrice se proposait de chanter à ses représentations d'adieu. Ces appareils étaient merveilleusement perfectionnés à cette époque, et Orfanik les avait rendus si parfaits que la voix humaine n'y subissait aucune altération, ni dans son charme, ni dans sa pureté. »
L'image est une image fixe projetée sur un miroir, en couleur donc. Le sujet est la cantatrice qui chante, donc supposée immobile, et la perfection du chant et du portrait donne l'illusion qu'il est animé.
« Or, au moyen de glaces inclinées suivant un certain angle calculé par Orfanik, lorsqu'un foyer puissant éclairait ce portrait placé devant un miroir, la Stilla apparaissait, par réflexion, aussi « réelle » que lorsqu'elle était pleine de vie et dans toute la splendeur de sa beauté. »
Dans les deux médias, outre leur mise en scène, la seule qualité extraordinaire par rapport à la technologie de l'époque est leur qualité de restitution au point de méprendre les personnages.
Jules Verne avait coutume de développer des thèmes technologiques particuliers dans ses romans. Le Château des Carpathes est placé sous le thème des développements de l'électricité et des télécommunications (le mot existe à peine à l'époque) qui a marqué les années 1880.
Il nous présente un état de l'art du domaine : il parle du téléphone, dont Rodolphe de Gortz a secrètement installé une ligne ouverte entre le village et l'auberge pour entendre tout ce qui s'y dit, et il nous parle du téléphote, qu'il décrit comme étant un appareil contemporain équivalant au téléphone muni de l'image.
« À cette époque — nous ferons très particulièrement remarquer que cette histoire s'est déroulée dans l'une des dernières années du XIXe siècle —, l'emploi de l'électricité, qui est à juste titre considérée comme « l'âme de l'univers », avait été poussé aux derniers perfectionnements. L'illustre Edison et ses disciples avaient parachevé leur œuvre.
Entre autres appareils électriques, le téléphone fonctionnait alors avec une précision si merveilleuse que les sons, recueillis par les plaques, arrivaient librement à l'oreille sans l'aide de cornets. Ce qui se disait, ce qui se chantait, ce qui se murmurait même, on pouvait l'entendre quelle que fût la distance, et deux personnes, comme si elles eussent été assises en face l'une de l'autre [Elles pouvaient même se voir dans des glaces reliées par des fils grâce à l’invention du téléphote]. » (Chapitre XV)
Cependant, ce n'est pas seulement la technique du son et de l'image qui intéresse l'auteur, mais également son utilisation comme ressort dramatique, puisqu'elle permet de faire croire aux personnages et au lecteur à la réalité de l'image.

## Citations
« Cette histoire n'est pas fantastique, elle n'est que romanesque. Faut-il en conclure qu'elle ne soit pas vraie, étant donné son invraisemblance ? Ce serait une erreur. Nous sommes d'un temps où tout arrive - on a presque le droit de dire : où tout est arrivé -. Si notre récit n'est point vraisemblable aujourd'hui, il peut l'être demain, grâce aux ressources scientifiques qui sont le lot de l'avenir, et personne ne s'aviserait de le mettre au rang des légendes. D'ailleurs, il ne se crée plus de légendes au déclin de ce pratique et positif XIXe siècle, ni en Bretagne, la contrée des farouches korrigans, ni en Écosse, la terre des brownies et des gnomes, ni en Norvège, la patrie des ases, des elfes, des sylphes et des valkyries, ni même en Transylvanie, où le cadre des Carpathes se prête si naturellement à toutes les évocations psychagogiques. Cependant, il convient de noter que le pays transylvain est encore très attaché aux superstitions des premiers âges. »

## Adaptation

### Adaptation à l'opéra
Philippe Hersant a composé en 1989-1991 un opéra sur un livret de Jorge Silva Melo, d'après le roman de Jules Verne : Le Château des Carpathes (en). Il fut créé au festival de Radio France de Montpellier le 1er août 1992 (en version de concert), puis, toujours à Montpellier, à l'Opéra, en version scénique, le 27 octobre 1993.

### Adaptation cinématographique
Il existe cinq adaptations cinématographiques du roman :
- trois productions roumaines : en 1957, en 1975 et en 1981. Celle de 1957 avec Alberto Cavalcanti comme producteur et Titus Popovici (ro) comme scénariste n'a pas été menée à son terme[6]. Celle de 1975 est un téléfilm réalisé par Vlad Bitca[7] et celle de 1981 a été réalisée par Stere Gulea (ro) ;

- une production tchèque en 1981, Tajemstvi hradu v Karpatech, en France : Le Château des Carpathes (cs) par Oldřich Lipský[8] ;
- une production française en 1976 (ORTF), Le Château des Carpathes, réalisée par Jean-Christophe Averty.

Le personnage d'Orfanik est associé à la vie du capitaine Nemo, dans le dernier épisode de la mini-série télévisée, L'Île mystérieuse, réalisée en 1973.

### Adaptation en BD
- Le Château des Carpathes a été adapté en bande dessinée en 2010 aux éditions Roymodus[9].
  - Scénario et dialogues : Marc Jakubowski.
  - Dessins : Éric Rückstühl.
  - 5e titre de la collection Jules Verne et ses Voyages.